# Мембраноатакующий комплекс

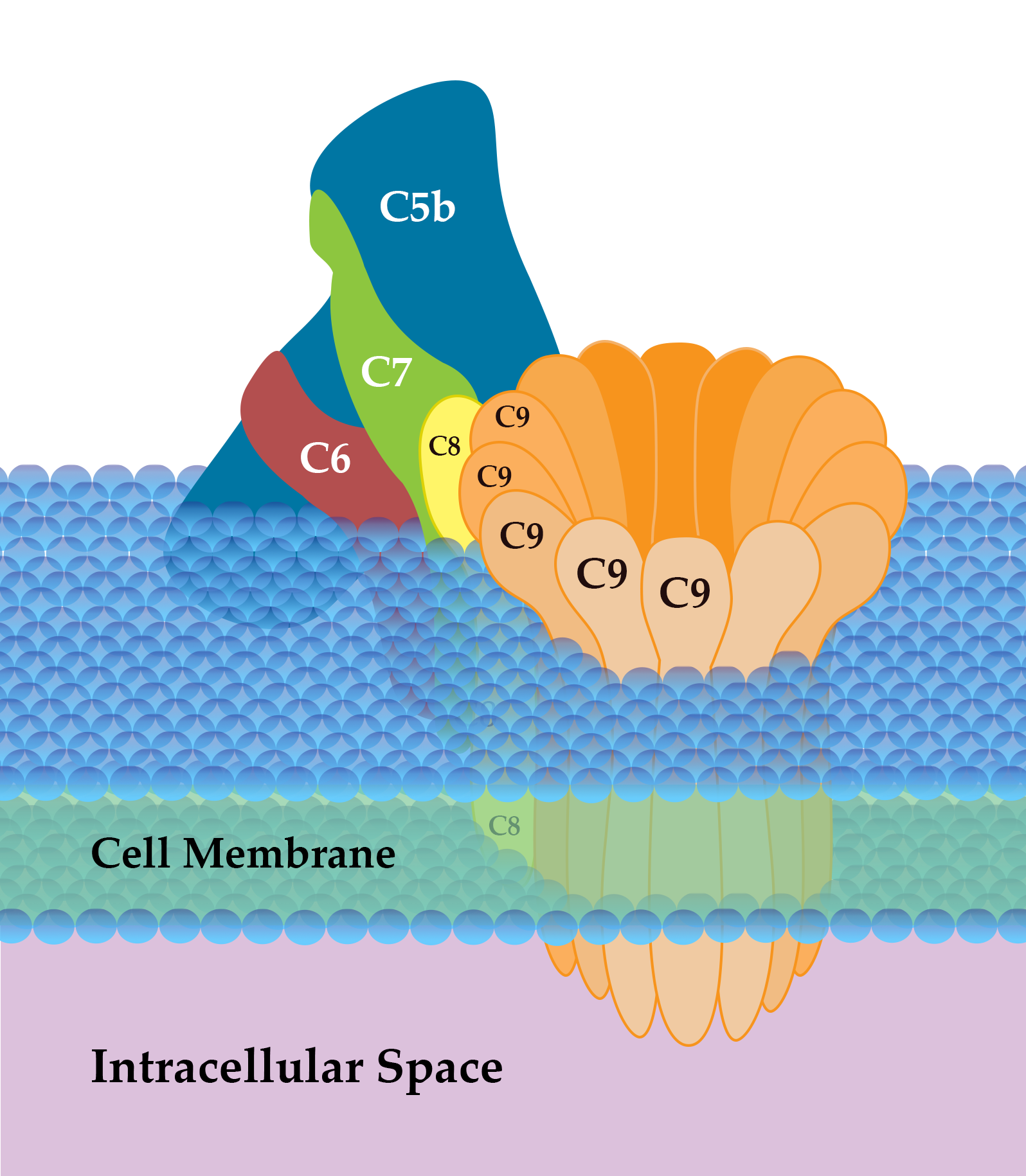
Мембраноатакующий комплекс

Мембраноатакующий комплекс системы комплемента (сокр. МАК, МАС, сокр. от англ. Membrane attack complex), также терминальный комплекс комплемента (TKK или TCC, сокр. от англ. Terminal complement complex) — 
представляет собой структуру, обычно образованную на поверхности патогенных бактериальных клеток в результате активации альтернативного пути, классического или лектинового путей системы комплемента и является одним из эффекторных белков иммунной системы. Мембраноатакующий комплекс (МАК) формирует поры в цитолемме — трансмембранные каналы. Эти каналы нарушают целостность структуры мембраны клеток-мишеней, приводя к их лизису и гибели.
В составе МАК участвует несколько белков. Свежеактивированный C5b связывается с C6 с образованием комплекса C5b-6, затем с C7 образует комплекс C5b-6-7. Комплекс C5b-6-7 связывается с C8, который состоит из трёх цепей (альфа, бета и гамма), образуя таким образом комплекс C5b-6-7-8. C5b-6-7-8 впоследствии связывается с C9 и действует как катализатор в полимеризации C9.
Активный МАК состоит из следующих белковых субъединиц: C5b-C6-C7-C8-C9n (C5b-9 или C5b6789).
Образование мембраностимулирующих комплексов опосредуется компонентом C3b комплемента.

## Структура и функции
МАК состоит из комплекса, включающего четыре комплементарных белка (C5b, C6, C7 и C8), которые связываются с внешней поверхностью плазматической мембраны и большего количества копий пятого белка (C9), которые соединяются друг с другом, образуя кольцеобразную пору в мембране. Все субъединицы C6-C9 содержат общий MACPF-домен. Эта область гомологична холестеролзависимым цитолизинам из грамположительных бактерий.
Кольцевая структура, образованная С9, является порой в мембране, это позволяет свободно диффундировать молекулам внутрь и из клетки (в первую очередь приводя к ионному дисбалансу нарушая их нормальный транспорт регулируемый самой клеткой, разность которых внутри и вне клетки поддерживается ионными каналами и ионными насосами, и повышению осмотического давления внутри клетки, что приводит к её гипергидратации и разрыву плазмолеммы). Если сформируется достаточное количество пор (диаметром 5-20 нм), клетка больше не сможет выжить. Существуют и другие механизмы действия мембраноатакующего комплекса, к примеру путём влияния на транскрипционный фактор NF-κB.
Если комплексы пре-МАК C5b-7, C5b-8 или C5b-9 не вставляются в мембрану, они могут образовывать неактивные комплексы с белком S (sC5b-7, sC5b-8 и sC5b-9). Эти комплексы с жидкой фазой не связываются с клеточными мембранами и в конечном итоге очищаются кластерином и витронектином — двумя регуляторами системы комплемента.

## Инициация

Процесс образования МАК.

Инициация МАК начинается с процесса расщепления молекул С5 на С5а и С5b, посредством протеолиза, осуществляемого с помощью C5-конвертазы. Все три пути системы комплемента (классический, лектиновый и альтернативный пути) инициируют образование МАК. Другой белок комплемента — C6, связывается с C5b. Комплекс C5bC6 связывается с C7. Эти взаимодействия изменяют конформацию белковых молекул, обнажая гидрофобный участок на поверхности С7, что позволяет С7 встраиваться в фосфолипидный слой клетки патогена.

## Полимеризация
Сходные гидрофобные участки на молекулах С8 и С9 обнажаются, когда они связываются с комплексом C5b,6,7,  поэтому они также могут встраиваться в  фосфолипидный бислой.
С8 представляет собой комплекс, состоящий из двух белков С8-бета и С8 альфа-гамма.
C8 альфа-гамма имеет гидрофобную область, которая встраивается в липидный слой. C8 альфа-гамма связывается и индуцирует полимеризацию 10-16 молекул C9 в порообразующую структуру, известную как мембраноатакующий комплекс.
- MAК имеет гидрофобную внешнюю поверхность, позволяющую ассоциироваться с липидным бислоем.
- MAК имеет гидрофильную внутреннюю поверхность, обеспечивающую прохождение воды, через образованную им пору.

Несколько молекул C9 могут спонтанно соединяться в концентрированном растворе с образованием полимеров C9. Эти полимеры также могут образовывать трубчатую структуру.

## Ингибирование
CD59 или протектин — ингибирует МАК, за счёт связывания с C7-C8, блокируя их дальнейшее взаимодействие с С9, и тем самым предотвращая его образование. Такой способ ингибирования необходим для здоровых и непатогенных клеток тела, чтобы защитить их от действия МАК. Существует редкое генетическое заболевание — пароксизмальная ночная гемоглобинурия, при которой эритроциты лишены CD59. Таким образом, данные клетки могут подвергаться лизису под действием MAК. При сахарном диабете (особенно при декомпенсированной форме) протектин подвержен гликированию, что приводит к его инактивации.

## Патология
Дефицит компонентов C5-C9, обусловленный генетическими дефектами, не приводит к генерализованной восприимчивости к инфекциям, а только к повышенной восприимчивости к инфекциям, возбудителем которых является  Neisseria, поскольку у Neisseria тонкая клеточная стенка и практически отсутствует гликокаликс.